# Sulpher
Sulpher (englisch für Schwefel) ist eine britische Band, die stilistisch Industrial, Rock und Metal vereint.

## Geschichte
Rob Holliday (Marilyn Manson usw.) und Steve Monti (Curve, Heart Throbs, Jesus and Mary Chain usw.) trafen sich das erste Mal 1998 bei einer Amerikatournee der englischen Band Curve. Die gleichen musikalischen Interessen und Einflüsse veranlassten die beiden, kaum dass sie wieder nach England zurückgekehrt waren, ins Studio zu gehen und an gemeinsamen Ideen zu arbeiten. Daraus entstanden ist die 1999 von Rob und Monti gegründete Band Sulpher.
Nachdem die Band zunächst die Co-Produzenten des 2000 veröffentlichten Gary-Numan-Albums Pure wurden, veröffentlichte schließlich zunächst das britische Label Mechanical die erste Singleauskopplung One of Us im Jahr 2001. Im  selben Jahr wurde Sulpher vom Classic Rock Magazin zum "Best British Industrial Act" erklärt. In Deutschland wurden Sulpher von der Plattenfirma Dependent Records unter Vertrag genommen, welche am 7. Oktober 2002 das Debütalbum Spray veröffentlichte. Michael Schäfer bewertete das Album in der Zeitschrift Metal Hammer mit vier von fünf möglichen Sternen.
Im Jahr 2002 tourten Sulpher als Vorband der The 69 Eyes und 2003 mit Sisters of Mercy (Smoke and Mirrors-Tour) durch Deutschland. Das Sisters-of-Mercy-Album Smoke and Mirrors wurde von Banana Records mit acht Sulpher-Bonustracks veröffentlicht: One of Us, Misery, Unknown, You Ruined Everything, Take a Look, You Take It Everything, Problem, Scarred und Spray. Das bisherige Karrierehighlight stellt der Auftritt als Vorgruppe von Marilyn Manson im Jahr 2003 in Dresden dar, bei dem sich Sulpher vor ca. 12.000 Fans beweisen konnten.
Die Band veröffentlichte bislang ein Album und zwei Singles. Zudem erschienen Lieder auf zahlreichen Kompilationen. Die Formation tritt nach wie vor auf, ein weiteres Album ist seit vielen Jahren angekündigt. Eine offizielle Website hat die Band nicht mehr.
Ihr Titel Fear Me wurde von NBC im Rahmen ihrer Promotion für die olympischen Winterspiele 2002 verwendet.

## Diskografie
Alben
- 2001: Spray (Mechanical; Vertrieb über Universal Music)
- 2018: No One Will Ever Know (Oblivion; Vertrieb über SPV GmbH, Hannover)

Singles
- 2001: One of Us (Dependent)
- 2001: You Ruined Everything (Mechanical)
- 2018: Take A Long Hard Look (Oblivion)

Kompilationen
- 2001: Fear Me [needle mix] auf Electric Ballroom Presents: Full Tilt Volume 3 (State Of Decay)
- 2001: Fear Me [needle mix] auf Defcon One – Industrial Dawn (Armalyte Industries)
- 2001: Fear Me auf Music With Attitude Volume 23 (Rock Sound)
- 2001: Spray auf Music With Attitude Volume 28 (Rock Sound)
- 2002: You Don't Mean That Much auf M’era Luna Festival 2002 (e-Wave Records/Sonic Seducer)
- 2002: Fear Me [needle mix] auf Kaleidoscope Issue 11 (Kaleidoscope)
- 2002: One of Us auf  Rock Sound Vol. 57 (Heftbeilage; Rock Sound)
- 2002: You Ruined Everything auf Off Road Tracks Vol. 61  (Metal Hammer)
- 2002: Misery auf Cold Hands Seduction Vol. 20 (Sonic Seducer)
- 2002: Fear me [needle mix] auf Septic III (Dependent)
- 2002: Misery auf ZilloScope: New Signs & Sounds 10/02 (Zillo)
- 2003: acht Bonustracks auf The Sisters of Mercy – Smoke And Mirrors (Banana Records)
- 2003: You Ruined Everything auf Cold Hands Seduction Vol. 28 (Sonic Seducer)
- 2004: Unknown [Live in Düsseldorf] auf Dependence – Next Level Electronics (Dependent)
- 2012: You Threw It All Away auf Unscene Magazine Issue 10 (Unscene Magazine)